# Momčilo Krajišnik

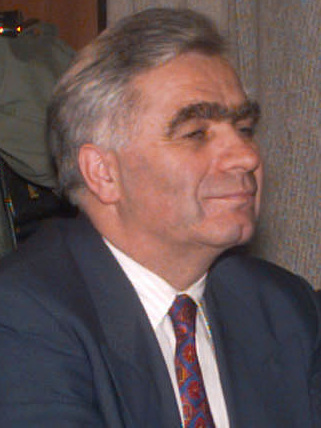
Momčilo Krajišnik (1996)

Momčilo Krajišnik (kyrillisch Момчило Крајишник; * 20. Januar 1945 in Sarajevo; † 15. September 2020 in Banja Luka) war ein jugoslawischer bzw. bosnisch-serbischer Politiker und verurteilter Kriegsverbrecher.
Krajišnik war während des Bosnienkrieges (1992–1995) Parlamentspräsident des in Bosnien und Herzegowina errichteten Separatstaates Republika Srpska und ein enger Helfer und Vertrauter von dessen Präsidenten Radovan Karadžić. Nach dem Krieg vertrat er von 1996 bis 1998 die Serben im dreiköpfigen Staatspräsidium von Bosnien und Herzegowina.
Am 27. September 2006 wurde Krajišnik wegen Verbrechen gegen die Menschlichkeit während des Jugoslawienkriegs vom Internationalen Strafgerichtshof für das ehemalige Jugoslawien in Den Haag zu 27 Jahren Haft verurteilt, gleichzeitig aber vom Vorwurf des Völkermordes freigesprochen. Vor allem in der Föderation Bosnien und Herzegowina sowie in Kroatien wurde das Urteil daher vielfach enttäuscht aufgenommen. In zweiter Instanz wurde das Strafmaß auf 20 Jahre reduziert. Nachdem er zwei Drittel der Strafe verbüßt hatte, wurde er 2013 aus einem Londoner Gefängnis entlassen.
Momčilo Krajišnik war Mitglied der Serbischen Demokratischen Partei (SDS). Deren damaliger Vorsitzender Mladen Bosić lud Krajišnik im August 2013 dazu ein, sich nach seiner bevorstehenden Haftentlassung wieder in der Partei zu engagieren.
Krajišnik starb im Alter von 75 Jahren an einer SARS-CoV-2-Infektion.